# Hemigrammus gracilis
O Hemigrammus gracilis, popularmente chamado de Piabinha, é uma espécie de peixe que habita a bacia do rio São Francisco. Foi classificada por Christian Frederik Lütken.
De pequeno porte, os machos alcançam um máximo de 4,4 cm de comprimento.
A espécie é uma das estudadas pelo Centro de Conservação e Manejo de Fauna da Caatinga da Universidade Federal do Vale do São Francisco, cujas amostras coletadas e preservadas integram o acervo da ictiofauna dos ambientes aquáticos do semiárido brasileiro.